# Szymon Zimorowic

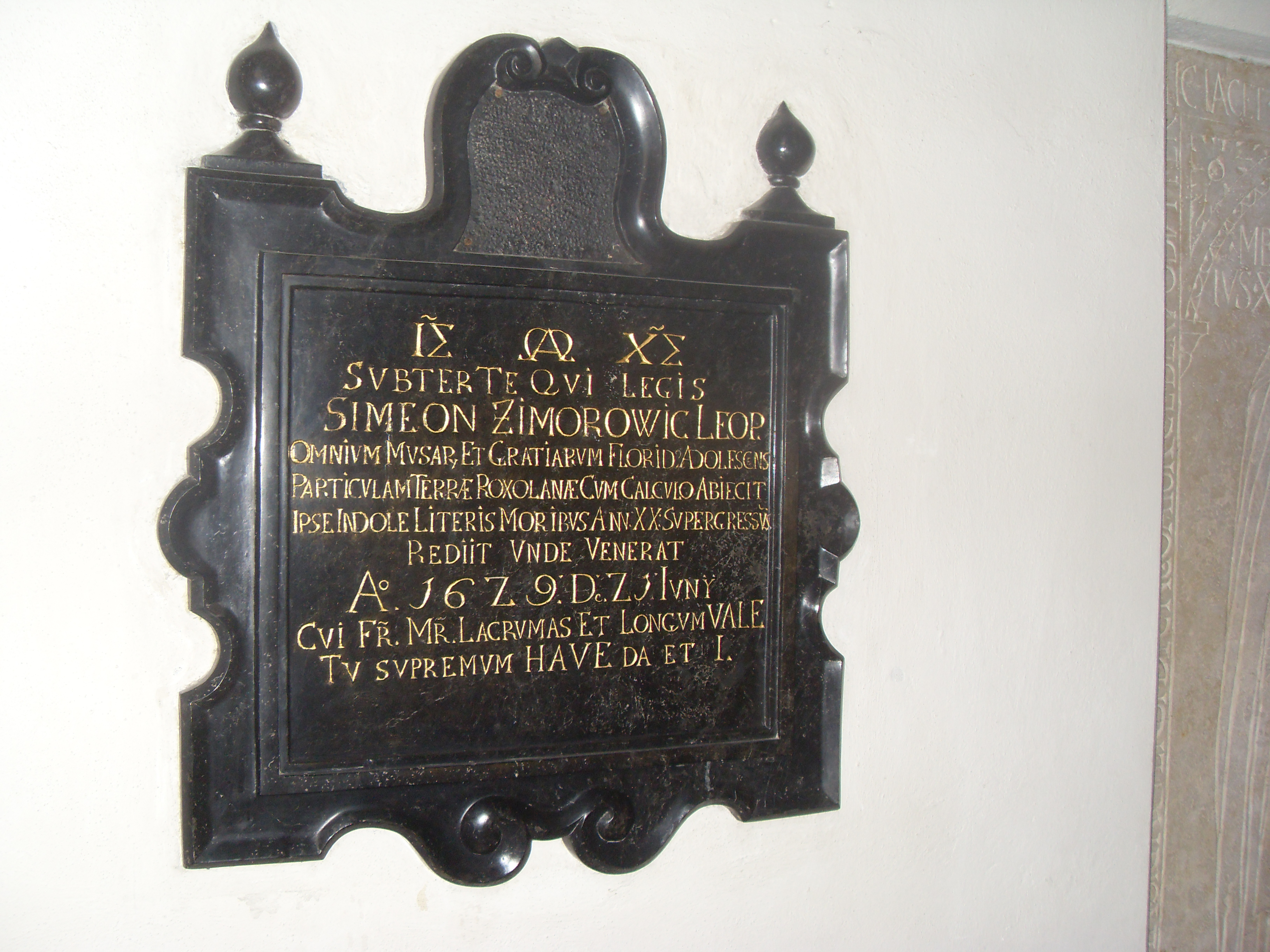
Epitafium Szymona Zimorowica w krużgankach krakowskiego kościoła oo. dominikanów

Szymon Zimorowic, nazwisko właściwe: Ozimek, inna forma nazwiska: Zimorowicz, (ur. 1608 we Lwowie, zm. 21 czerwca 1629 w Krakowie) – polski poeta epoki baroku.

## Życiorys
Urodził się w roku 1608 lub w styczniu 1609, w rodzinie mieszczańskiej. Ojciec jego Stanisław, był malarzem (majstra murarskiego) o nazwisku Ozimek i takie Szymon pierwotne nosił nazwisko, jednak wraz z rodziną zmienił je (Zimorowic brzmiało bardziej szlachecko), a matką Katarzyna. Był młodszym bratem Józefa Bartłomieja. Niewiele wiadomo o jego życiorysie. Kształcił się w mieście rodzinnym, w szkole katedralnej. Był podpiskiem w urzędzie ławniczym.
Ostatnie kilkanaście miesięcy życia (1628–1629) spędził w Krakowie, jednak z pewnością tam nie studiował na Akademii Krakowskiej. Nieprawdą jest także podawanie gruźlicy jako powodu przedwczesnej śmierci poety. Obecnie wiadomo, że Zimorowic pojechał do Krakowa, by wyleczyć się z kiły. Podupadłego na zdrowiu młodego poetę dobiła popularna w tym czasie kuracja rtęcią. Zmarł 21 czerwca roku 1629. Miejscem jego pochówku jest kościół Dominikanów w Krakowie, tam też znajduje się jego nagrobek.

## Twórczość
Na wesele starszego brata, Józefa Bartłomieja, napisał Roksolanki, to jest ruskie panny, cykl 69 pieśni, śpiewanych na przemian przez chłopców i dziewczęta.

### Przekłady
- Moschus polski, z greckiego na wiersz polski przełożony, Kraków 1662, drukarnia Łazarzowa (wyd. Bartłomiej Zimorowicz jako dzieło Szymona; utwór obecnie nieznany; wiadomość podał H. Juszyński).

### Materiały
- 3 dokumenty sądowe, dat. 29 grudnia 1627; 3 i 5 stycznia 1628; tekst nagrobka; wyd. K. J. Heck: „Materiały do biografii J. B. Zimorowicza (Ozimka)”, Archiwum do Dziejów Literatury i Oświaty w Polsce, t. 8 (1895) i odbitki pt. Materiały do biografii J. B. i Szymona Zimorowiczów (Ozimków), (tu wiadomość o wcześniejszych przedrukach tekstu nagrobka).

### Utwór o autorstwie niepewnym
- Roxolanki, to jest ruskie panny, na wesele B. Z. z K. D. ... R. P. 1629 dnia 28 lutego we Lwowie wprowadzone, a teraz światu świeżo pokazane, Kraków 1654, drukarnia F. Cezarego, (wiersze z różnych czasów; według K. Budzyka z roku 1629; ofiarowane przez Szymona na wesele brata Bartłomieja z Katarzyną Duchnicówną – wydał Bartłomiej 25 lat po śmierci Szymona pod jego imieniem); przedr. w XVIII i XIX w. jako dzieło Szymona wielokrotnie; wyd. krytyczne A. Brückner, Kraków (1924), Biblioteka Narodowa, seria I, nr 73; fragmenty przedr.: W. Borowy Od Kochanowskiego do Staffa. Antologia liryki polskiej, Lwów 1930; także wyd. 2 zmienione i rozszerzone; Londyn 1954; także wyd. 3 Warszawa 1958; J. Kreczmar, J. Saloni Drogi i rozdroża, cz. 1: Z dziejów literatury i kultury staropolskiej. Wypisy, t. 2, Warszawa 1948; K. Budzyk, H. Budzykowa Dwa nurty literatury mieszczańskiej w XVII w. w Polsce, Warszawa 1951, Biblioteka Pisarzy Polskich i Obcych nr 62, s. 89–94 (tu 4 roksolanki); K. Budzyk, H. Budzykowa, J. Lewański Literatura mieszczańska w Polsce od końca XVI do końca XVII wieku, t. 1, Warszawa 1954; S. Czernik Z życia pańszczyźnianego w XVII wieku, Warszawa 1955 (tu: Halcyon); M. Hernasowa „Polska literatura mieszczańska XVII wieku. Wybór tekstów”, Wrocław 1956, Nasza Biblioteka, (według K. J. Hecka, S. Adamczewskiego, S. Windakiewicza autorem jest Bartłomiej Zimorowicz; A. Brückner, a później także K. Budzyk, przypisywali autorstwo Szymonowi); przekł. francuski 1 roksolanki ogł. Boyer-Nioche La Pologne littéraire Traductionis et imitations en vers, Paryż 1839, s. 127–128.